# The Rehab
The Rehab — мікстейп репера Young Buck, виданий на лейблі Real Talk Entertainment. Є вуличним альбомом, який мав стати третім студійним, але його вихід постійно відкладався. Виконавчий продюсер: Деррік «Sac» Джонсон.

## Загальні відомості
З початку 2008 Young Buck збирався випустити платівку у вигляді студійного альбому, проте реліз неодноразово переносили через конфлікт з 50 Cent та G-Unit. Пісня «Hood Documentary» — дис, спрямований проти 50 Cent. На «When the Rain Stops» знято відеокліп.
За перший тиждень продано 6400 копій. Мікстейп посів 56-те місце чарту Billboard 200.

## Список пісень
| #   | Назва                 | Продюсер(и)                    | Тривалість |
| --- | --------------------- | ------------------------------ | ---------- |
| 1.  | «The Streetz»         | Hollis                         | 1:25       |
| 2.  | «This Is Mine»        | Vince V., Warrington           | 4:14       |
| 3.  | «Smoke Our Life Away» | Vince V.                       | 5:01       |
| 4.  | «Statistics»          | Real Talk Ent.                 | 0:46       |
| 5.  | «Keep It Moving»      | Hollis                         | 3:50       |
| 6.  | «Hood Documentary»    | Vince V.                       | 4:07       |
| 7.  | «Ya Betta Know It»    | Hollis; Spitta HD (дод. прод.) | 3:21       |
| 8.  | «When the Rain Stops» | Cozmo                          | 3:56       |
| 9.  | «Not Killing Me»      | Vince V.                       | 3:51       |
| 10. | «Nothin 4 Ya»         | Hollis                         | 3:10       |
| 11. | «The Bust»            | Real Talk Ent.                 | 0:58       |
| 12. | «Like a Million»      | Hollis                         | 3:32       |
| 13. | «Leave It Alone»      | Vince V.                       | 3:09       |
| 14. | «Reality Check»       | Hollis                         | 1:25       |